# 李中和
李中和（1917年11月27日—2009年12月3日），男，江西九江人，中华民国作曲家。1949年移居台灣。早年作品以軍歌、愛國歌曲、藝術歌曲居多，晚年也創作許多佛教樂曲，一生致力於音樂創作與教育工作，培養許多音樂人才。
詩人鍾雷曾讚曰：「蓬瀛到處動弦歌，慷慨激昂鼓舞多，大漢天聲傳海宇，何人不唱李中和」，以形容李中和創作的歌曲廣泛流傳。
李中和畢生創作千餘首歌曲，手稿均已由家人捐贈給中華民國國家圖書館收藏。

## 生平

### 求學時代
李中和的祖上是李鴻賓，曾任兩廣總督；父親李相時是小學校長，育有七子，李中和排行老大，幼時從父學習漢學與樂理；21歲時，進入「江西省推行音樂教育委員會」(簡稱江西音教會)的「江西音樂師資訓練班」就讀，受教於程懋筠(中華民國國歌作曲者)與蕭而化；之後因七七事變，李中和隨父母逃難，於「福建省立音樂專科學校」畢業。

### 抗戰至日本投降
1937年，因中日戰爭爆發，開始逃難生活；1938年，參加「江西省音樂師資訓練班」；1939年，發表歌曲《白雲故鄉》而初成名；1943年，應國立福建音樂專科學校校長蕭而化之邀，擔任該校總務主任及校長秘書；1945年，抗戰勝利後，返回江西，擔任南昌三民主義青年團江西支團部總幹事，兼江西省音樂教育委員會組長，並於南昌師範教授音樂；1946年，受聘為上海音樂公司總編輯，並創立音樂雜誌《樂友月刊》；1948年，受聘為聯勤總司令部特勤學校音樂專修班音樂理論講師，兼陸軍裝甲兵團司令部音樂教官。

### 1949年至晚年
1949年，隨陸軍裝甲兵團到台灣，其後在台中創辦「裝甲兵團音樂幹部訓練班」，開始培養音樂人才；1951年，自資創辦《音樂月刊》兼主編，為戰後台灣少見的音樂雜誌；1953年，任國防部總政治作戰部康樂總隊(後為國防部藝術工作總隊，簡稱藝工隊)督導；1954年，晉升上校，任康樂總隊音樂課課長，兼世界新聞專科學校(今世新大學)、台北市立女子師範專科學校(今台北市立大學)、中國文化學院(今中國文化大學﹚等校音樂教師，也曾任聯勤總司令部藝術工作大隊大隊長；1958年，獲香港世界大學頒授名譽音樂藝術博士學位；1964年，調任國防部總政治作戰部藝術工作總隊副總隊長；1970年，創辦《樂教雜誌》並任主編；1971年，以准將退役。退役後，李中和仍從事音樂創作與教育工作，創作多首藝術歌曲與歌劇，並擔任各級院校、機關與電視台如《五燈獎》、《雙星報喜》等歌唱節目的評審；1996年，獲頒全國文藝創作榮譽獎(音樂創作類)。
李中和在80歲時開始學用電腦進行音樂創作，晚年仍持續發表許多合唱曲、佛教歌曲與器樂曲集，並出版多張音樂唱片，一生留下千餘首音樂作品。另著有《音樂的縱橫》、《樂之理》、《怎樣作曲》、《怎樣唱歌》、《數學和聲學》、《心隅情餘錄》等書籍。

## 家庭
- 妻子：蕭滬音，聲樂家、指揮家與作曲家，兩人經程懋筠介紹而認識，1946年結婚，育有三子三女。

## 代表作
- 《白雲故鄉》：韋瀚章作詞
- 《星月交輝》：饒昌敏作詞
- 《長白山上》：王善為作詞，中視連續劇「長白山上」主題曲
- 《慈濟功德會會歌》：曉雲法師作詞
- 《甘露歌》：星雲大師作詞
- 《信心門之歌》：星雲大師作詞
- 《我們愛國旗》：黃瑩作詞。[5]
- 《總統　蔣公紀念歌》：張齡作詞
- 《山河戀》：宋學謙作詞
- 《反攻大陸去》：精舒作詞
- 《軍紀歌》：何志浩作詞
- 《保衛大台灣》：孫陵作詞。創作於1949年，並刊登在1949年11月3日台灣防衛司令部的《精忠日報》。1949年國民政府來台之初，中國共產黨在東南沿海布署重兵，形勢相當危急。〈保衛大台灣〉便透過電臺播送傳遍大街小巷，幾乎人人都會哼上一段。因應時勢而唱，故造成台灣空前團結的景象。此曲是政府遷台後，最早、也是影響最深遠的歌曲之一，不僅激發1950年代愛國歌曲的創作潮，更被收錄於音樂課本，例如蕭而化編的《初中音樂》。[6]後有傳言因歌名與「包圍打台灣」諧音，曾被當時的中國國民黨列為禁歌。

其他如南投縣縣歌、元智大學校歌、中正高工校歌、亞東工專校歌、萬能工專校歌、勤益工專校歌、蘭雅國中校歌、新泰國中校歌、五福國中校歌、永福國小校歌、慈濟醫院院歌、蓮華學佛園之歌、圓照寺之歌等。
李中和早年於軍中任職時，因創作多首軍歌樂曲並開創軍中音樂教育工作，而有台灣「軍中音樂之父」之譽。其創作之軍歌許多仍在軍中傳唱。

## 引言
「音樂的創作，是情入智出；音樂的表演，是智入情出。」
「音樂的內涵是哲學的；音樂的本質是科學的；音樂的表現是藝術的；音樂的功能是教育的。」

## 學生
- 鄧鎮湘，筆名「鄧夏」，《勇士進行曲》、《頂天立地》等軍歌，以及《新天方夜譚》、《小泰山》、《北海小英雄》、《小寶歷險記》、《小婦人》等台灣播放之電視卡通主題曲創作者。曾任華視訓練中心歌唱訓練班班主任，培養眾多台灣歌手。
- 汪石泉，筆名「長音」，曾任華視節目部編審，作有《無敵鐵金剛》、《小天使》、《宇宙戰艦》、《凡爾賽玫瑰》等華視播放之卡通主題曲。時常與鄧鎮湘合作創作華視卡通歌曲。

## 回憶錄
- 《星月交輝：音樂建築師李中和教授》，2009年12月出版，ISBN 978-957-41-6800-2

## 外部連結
- 名音樂家李中和教授逝世週年大師創作文獻特展暨追思音樂會 （页面存档备份，存于），國家圖書館。(影音、開放下載)
- 李中和 - 台灣大百科全書 Encyclopedia of Taiwan （页面存档备份，存于）
- 李中和老居士往生見聞記 （页面存档备份，存于），蓮榮會刊
- 國家文化資料庫